# Pittosporum pancheri
Espèce
Statut de conservation UICN

 NT  : Quasi menacé
Pittosporum pancheri est une espèce de plantes à fleurs de la famille des Pittosporaceae. C'est un arbre endémique de Nouvelle-Calédonie. Cette espèce est commune dans les forêts tropicales sèches de la Grande Terre et de l'île des Pins.

## Description
Cette plante est un petit arbre, en forme de boule. Sa sève a une odeur particulière. Sa taille est à peu près celle d’un gaïac. Il dépasse rarement 5 à 6 m de hauteur. Les feuilles sont assez étroites et mesurent 10 à 15 cm de long. D’une couleur vert foncé, elles sont fines et groupées sur les branches à intervalles réguliers. De couleur jaune clair, les fleurs sont groupées à la base des feuilles. Elles ont une forme de tube.

## Reproduction
Les fruits sont de couleur marron et sont assez petits (1,5 cm de long sur 1 cm de large). Quand ils sont mûrs, ils s’ouvrent en deux et laissent s’échapper des graines collantes, voire gluantes (le mot « pitto » signifie « colle » et le mot « sporum », graines).